# Влодек, Михаил Фёдорович
Михаи́л Фёдорович Вло́дек (1780 — 1849, Варшава) — российский командир эпохи наполеоновских войн, генерал от кавалерии, генерал-адъютант.

## Биография
Родился в 1780 году в дворянской семье. Участвовал в Войне третьей коалиции и Русско-турецкой войне 1806—1812 г.г.; в последней был ранен и 19 ноября 1810 года награждён орденом Святого Георгия 4-го класса: 
В воздаяние отличнаго мужества и храбрости, оказанных в сражении против турок при вылазке из крепости Рущука 15 июня, где, командуя кареем Нижегородского мушкетерского полка, с примерным хладнокровием и особенною неустрашимостию открыл сильный огонь и опрокинул неприятеля, чем весьма много способствовал к победе над неприятелем.
Сражался в Отечественной войне 1812 года.
6 октября 1831 года пожалован в генерал-адъютанты, а 10 октября 1843 года произведен в генералы от кавалерии. Умер в 1849 году в городе Варшаве и похоронен на кладбище Повонзки.

### Семья
Жена (с 12 ноября 1806 года) — графиня Александра Дмитриевна Толстая (25.10.1788—22.08.1847), фрейлина двора, дочь графа Д. А. Толстого и внучка княгини Е. Н. Вяземской. Венчались в Петербурге в Симеоновской церкви на Моховой, поручителями по жениху были граф С. Потоцкий и граф А. П. Ожаровский; по невесте — граф Д. А. Зубов и В. А. Пашков. Отличалась красотой и в свое время была воспета Н. М. Карамзиным. Умерла в Петербурге от водянки, похоронена в Феодоровской церкви Александро-Невской лавры. Дочь:
- Елена (1807—1874), известная красавица, жена графа В. П. Завадовского.